# .50-110 Winchester
El .50-110 WCF (también llamado el .50-100-450 WCF, con diferentes cargas) en las carabinas modernas Winchester 1886, con cañones de acero modernos, es el cartucho de mecanismo de palanca más potente.

## Descripción

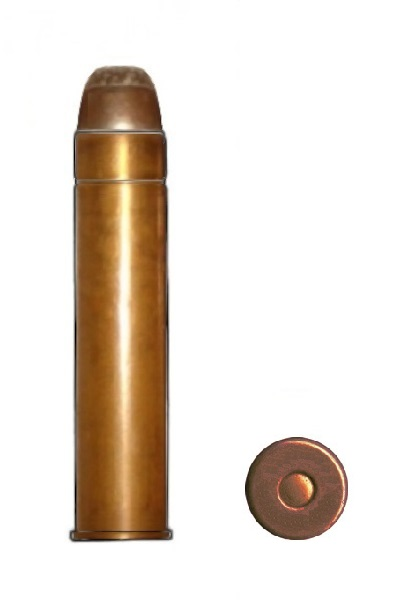
El WCF .50-110.

Introducido en 1899 para la carabina de repetición Winchester Modelo 1886,  el .50-110 WCF también estuvo disponible para armas de un solo tiro, como el Winchester 1885 . Con variaciones ligeras en el peso de la carga, se generó la creencia errónea de que se trataba de cartuchos diferentes, cuando en realidad no lo eran. 
Diseñado inicialmente para cargas de pólvora negra, el .50-110 también estaba disponible con una potente carga sin humo, comparable a la munición británica para la caza de elefantes. La carga estándar era comparable a la del .500 Black Powder Express británico contemporáneo.  Es efectivo para la caza de alces, ciervos y osos a distancias medias o en zonas boscosas,  y para la caza de animales de piel fina en África, pero no para animales peligrosos como los elefantes. La carga sin humo de alta velocidad estaba en una clase con el .444 Marlin,  y su potencia excedía al .348  y al .358 Winchester . 
Winchester continuó ofreciendo el cartucho comercialmente hasta 1935 

## Dimensiones

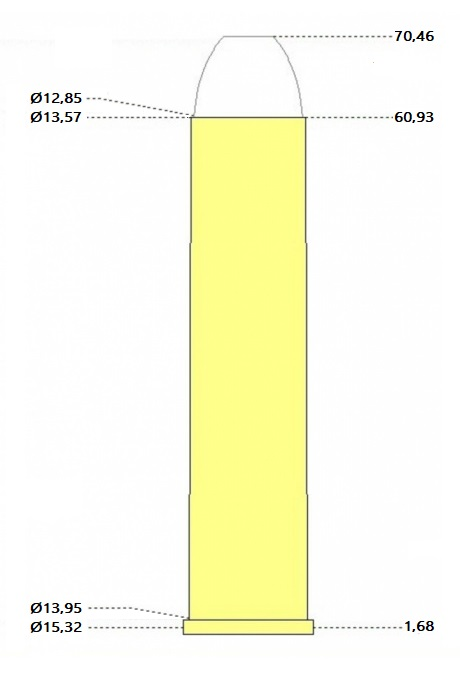